# Bjarne Petersen
Bjarne Petersen, né le 5 avril 1952 au Danemark, est un footballeur danois.
Il est connu pour avoir terminé meilleur buteur du championnat du Danemark lors de la saison 1975 avec 25 buts.